# Nokia 5800 XpressMusic
Il Nokia 5800 XpressMusic è uno smartphone prodotto da Nokia. È il primo cellulare Nokia dotato di OS S60 a supportare la funzionalità touch screen.

## Caratteristiche
È possibile sincronizzare il terminale con il PC, attraverso il software Nokia OVI Suite, prodotto dalla stessa Nokia. Essendo un terminale UMTS, supporta le funzioni di videochiamata, lo streaming video.
Il Nokia 5800 Xpress Music è il primo touchscreen di Nokia basato sulla piattaforma software S60.
La scocca è in plastica, con pennino integrato. Sul retro c'è la fotocamera da 3.2 Megapixel con doppio flash LED integrato e ottiche Carl Zeiss con autofocus. Sul fronte in alto si trova l'altoparlante, il sensore di luminosità, il sensore di prossimità, una fotocamera QVGA per effettuare le videochiamate (il Nokia 5800 è HSDPA-UMTS) ed un tasto touch "XpressMusic". Sono previsti quattro diversi tipi di input di scrittura: QWERTY mini, QWERTY a schermo intero, classica tastiera alfanumerica con scrittura facilitata (T9) e riconoscimento della scrittura manuale.
Dal debutto del dispositivo ad ora, molte caratteristiche che prima non erano presenti sono state implementate: un innalzamento della frequenza della CPU ARM11, lo scrolling cinetico.

## Storia

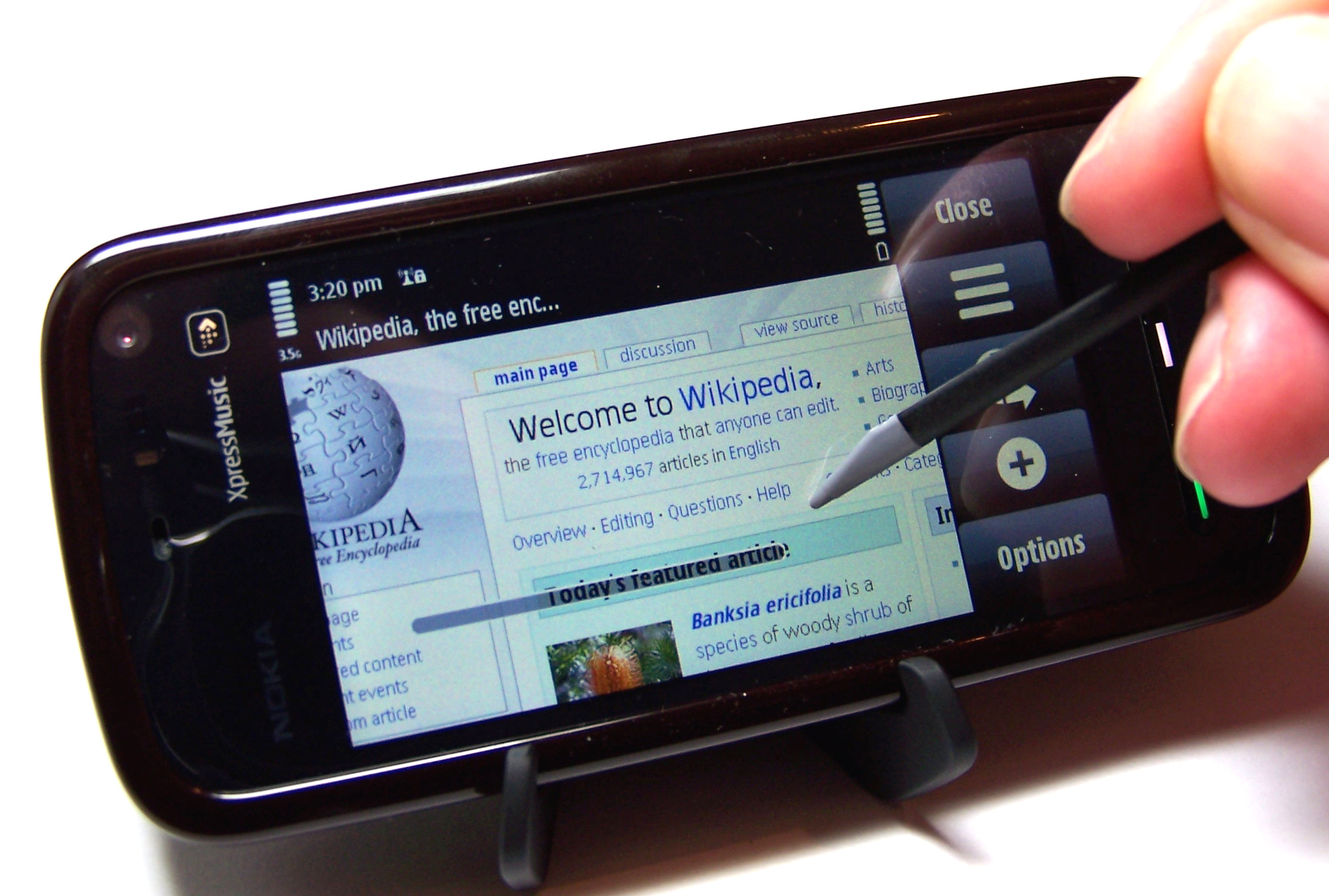
Nokia 5800 XpressMusic sullo stand e pennino

Il Nokia 5800 XpressMusic non è il primo terminale touch screen della Nokia. Nel 2004, venne annunciato il Nokia 7700, un telefono della serie Series 90 ma venne cancellato prima di raggiungere il mercato. Questo venne seguito dal Nokia 7710 versione aggiornata del 7700 ed arrivò sul mercato durante il 2005. La Nokia produsse anche un telefono basato su UIQ, il Nokia 6708, durante il 2005, ma non fu uno sviluppo interno e venne venduto all'azienda taiwanese BenQ. La Nokia ha anche prodotto una serie di tablet pc basati sul sistema operativo Maemo con interfaccia touchscreen, ma non sono telefoni in senso stretto (uno poteva collegarsi ed usare il telefono attraverso il Bluetooth). Il 5800 è, comunque, il primo Nokia touchscreen basato su Symbian S60.
Il lancio del 5800 XpressMusic nel gennaio del 2008 venne seguito immediatamente dall'annuncio del Nokia N97 nel maggio del 2008, successivamente venne presentato il Nokia 6208c basato sulla Series 40 nel gennaio del 2009.
Nel febbraio del 2009 il sito Mobile-Review.com, che era inizialmente molto entusiasta del terminale, pubblicò una propria ricerca che concludeva che il telefono aveva un difetto di progettazione. Nello specifico, quando i telefoni veniva usati con costanza, gli altoparlanti, prodotti per la Nokia da un'azienda esterna, smettevano di funzionare. La riparazione in garanzia sistemava il problema solo per un periodo limitato di tempo. Il difetto venne riscontrato del disegno dello speaker. Il dipartimento per le relazioni pubbliche di Nokia ammise il difetto di progettazione. Secondo la Nokia, hanno cambiato fornitore, quindi i 5800 prodotti a partire dal febbraio del 2009 non sono affetti dal difetto, e i terminali precedenti potevano sostituire i pezzi difettosi in garanzia. I nuovi speaker furono forniti a tutti i centri di assistenza Nokia.
Nel 2009 Nokia ha presentato il successore del Nokia 5800 XpressMusic, il Nokia X6.

### Navigation Edition
Il 21 agosto del 2009, la Nokia ha annunciato una nuova versione, il Nokia 5800 Navigation Edition. Oltre alle normali funzioni del Nokia 5800 disponeva dell'ultima versione dell'Ovi Maps pre-installato. Usciva anche con un carica batteria da auto e un kit da auto, perché l'utilizzo del GPS riduceva notevolmente la durata della batteria. Entrambe le versioni del Nokia 5800, sia l'XpressMusic che il Navigation edition, comunque, hanno a disposizione navigazione illimitata grazie alla nuova versione di Ovi maps.

## Product Placement
Alcuni prototipi di questo terminale furono mostrati nel film di Batman Il cavaliere oscuro ed in molti video musicali quali "Keeps Gettin' Better" di Christina Aguilera, "Womanizer" di Britney Spears, "Right Round" di Flo Rida, "Shut It Down" di Pitbull, "Jai Ho!" e Hush Hush delle Pussycat Dolls, "Waking Up in Vegas" di Katy Perry, "Good Girls Go Bad" dei Cobra Starship e "Speak English" di Fabri Fibra.
Il telefono ricevette critiche positive, la rivista britannica Mobile Choice gli diede cinque stelle su cinque nella valutazione il 7 gennaio del 2009.